# Comuna Ciuhali, Kremeneț
Ciuhali (în ucraineană Чугалі) este o comună în raionul Kremeneț, regiunea Ternopil, Ucraina, formată din satele Bonivka, Ciuhali (reședința) și Zeblozî.

## Demografie
Componența lingvistică a comunei Ciuhali
     Ucraineană (99,59%)
     Alte limbi (0,41%)
Conform recensământului din 2001, majoritatea populației comunei Ciuhali era vorbitoare de ucraineană (99,59%), existând în minoritate și vorbitori de alte limbi.